# Treviso Foot-Ball Club 1993 1993-1994
Questa voce raccoglie le informazioni riguardanti il Treviso Foot-Ball Club 1993 nelle competizioni ufficiali della stagione 1993-1994.

## Stagione
Il Treviso nella stagione 1993-1994 ha partecipato alle seguenti competizioni ufficiali:
- il campionato di Interregionale nel Girone D, in cui si classifica al quinto posto con 37 punti, la prima posizione è andata al San Donà, che con 53 punti è stato promosso in Serie C2;
- la Coppa Italia Dilettanti nella quale viene eliminato al secondo turno.

## Divise e sponsor
Lo sponsor tecnico è Lotto, lo sponsor ufficiale è Favero Montebelluna.
| Manica sinistra · Maglietta · Maglietta · Manica destra · Pantaloncini · Calzettoni |

## Rosa
| N. |                   | Ruolo | Calciatore                |
| -- | ----------------- | ----- | ------------------------- |
|    | Italia (bandiera) | P     | Ruggero Aiani             |
|    | Italia (bandiera) | P     | Massimo Cecchinato        |
|    | Italia (bandiera) | P     | Ivo Fabbian               |
|    | Italia (bandiera) | D     | Michele Favaretto         |
|    | Italia (bandiera) | D     | Simone Moro               |
|    | Italia (bandiera) | D     | Mauro Pastrello           |
|    | Italia (bandiera) | D     | Devis Peralta             |
|    | Italia (bandiera) | D     | Cristiano Petiziol        |
|    | Italia (bandiera) | D     | Christian Pettenò         |
|    | Italia (bandiera) | D     | Sergio Salice             |
|    | Italia (bandiera) | D     | Alessandro Tronchin       |
|    | Italia (bandiera) | C     | Giovanni Battista Berlese |
|    | Italia (bandiera) | C     | Riccardo Berti            |

| N. |                   | Ruolo | Calciatore                 |
| -- | ----------------- | ----- | -------------------------- |
|    | Italia (bandiera) | C     | Gianni Bonfante (capitano) |
|    | Italia (bandiera) | C     | Alessandro Chinellato      |
|    | Italia (bandiera) | C     | Augusto Davanzo            |
|    | Italia (bandiera) | C     | Stefano Della Bella        |
|    | Italia (bandiera) | C     | Alessandro De Poli         |
|    | Italia (bandiera) | C     | Massimiliano Franzin       |
|    | Italia (bandiera) | C     | Luca Giovanelli            |
|    | Italia (bandiera) | C     | Luca Lucchese              |
|    | Italia (bandiera) | C     | Antonio Tessariol          |
|    | Italia (bandiera) | C     | Roberto Venturato          |
|    | Italia (bandiera) | A     | Marcello Casu              |
|    | Italia (bandiera) | A     | Stefano Marchetti          |
|    | Italia (bandiera) | A     | Maurizio Trombetta         |